# Национални музеј палате у Тајпеју
Национални музеј палате, у Тајпеју и Тајбау, у округу Чиаји, Тајван, има сталну колекцију од готово 700.000 комада древних кинеских царских артефаката и уметничких дела, што га чини једним од највећих тог типа на свету. Збирка обухвата 8.000 година историје кинеске уметности од неолита до савремене. Већи део колекције чине високо-квалитетни комади које су сакупили кинески цареви. Национални музеј палате дели своје корене са Музејом палате у Забрањеном граду, чија је обимна колекција уметничких дела и артефаката изграђена на основу империјалних колекција династија Минг и Ћинг.

## Историја

### Оснивање у Пекингу и пресељење
Националне музеј палате првобитно је основан као Музеј палате у Забрањеном граду 10. октобра 1925. године, убрзо након протеривања Пу Јиа, последњег кинеског цара, из Забрањеног града, од стране ратног војсковође Фенг Јуксианга (Feng Yuxiang). Предмети у музеју састојали су се од драгоцености некадашње царске породице.
1931, убрзо након инцидента у Мукдену, Националистичка влада генералисимуса Чанг Кај Шека наредила је музеју да изврши припреме за евакуацију његових најдрагоценијих дела из града како би се спречило да падну у руке царске јапанске војске. Као резултат тога, од 6. фебруара до 15. маја 1933. године 13.491 сандука Музеја палате и 6.066 сандука предмета из изложбеног уреда за античке уметнине, летње палате и царске академије Ханлин пресељени су у пет група у Шангај. Године 1936. збирка је пресељена у Нанђинг након завршетка изградње складишта у таоистичком манастиру Чаотиан (Chaotian) палати. Како је царска јапанска војска напредовала даље у унутрашњости током Другог кинеско-јапанског рата, који се претопио у већи сукоб Другог светског рата, колекција је премештена ка западу, три пута на неколико места, укључујући Аншун и Лешан до предаје Јапана 1945. године. 1947. године враћен је у складиште Нанђинг.

### Евакуација на Тајван
Кинески грађански рат наставио се након предаје Јапанаца, што је на крају резултирало одлуком генералисимуса Чанг Кај Шека да евакуише уметничке предмете на Тајван, који је био под контролом Кине 1945. Када су се 1948. године погоршале борбе између комунистичке и националистичке војске, Национални музеј палате у Пекингу и других пет институција донели су одлуку да неке од најцењенијих предмета пошаљу на Тајван. Хан Ли Ву (Han Lih-wu), каснији директор музеја, надгледао је транспорт неких збирки од Нанђинга до луке у Килунгу (Keelung), Тајван, у периоду од децембра 1948. до фебруара 1949. До тренутка када су предмети стигли у Тајван, комунистичка војска је већ преузела контролу над колекцијом Националног музеја палате у Пекингу, тако да није цела збирка морала бити послата у Тајван. Укупно 2972 сандука с артефактима из Забрањеног града пресељених на Тајван чинили су само 22% сандука који су првобитно превожени на југ, иако су предмети били неки од најбољих из колекција. 
Збирка из Националног музеја палате у Пекингу, Припремне канцеларије Националног централног музеја, Националне централне библиотеке и Националне библиотеке Пекинга биле су смештене у железничком складишту у Јангмеју (Yangmei) након транспорта преко Тајванског мореуза и касније је премештена у складиште у шећерани у близини Тајчунга (Taichung). Године 1949. Извршни јуан створио је Заједничку управну канцеларију, за Национални музеј палате у Пекингу, Припремну канцеларију Националног централног музеја и Националну централну библиотеку да надгледају организацију збирке. Из безбедносних разлога Заједничка управна канцеларија изабрала је планинско село Беигоу (Beigou) које се налази у Тајчунгу као ново складиште за колекцију исте године.
Поновним оснивањем Националне централне библиотеке 1955. године, збирка из Националне библиотеке у Пекингу истовремено је уклопљена у Националну централну библиотеку. Заједничка канцеларија управног музеја Националног музеја у Пекингу и Припремна канцеларија националног централног музеја боравили су у Беигоу још десет година. Током деценије, Канцеларија је добила средства од Азијске фондације за изградњу мале изложбене хале у пролеће 1956. године. Изложбена сала, отворена у марту 1957, била је подељена у четири галерије у којима је било могуће изложити више од 200 предмета. 
У јесен 1960. године, Канцеларија је добила 32 милиона НТ $ од Агенција САД за међународни развој. Влада Републике Кине такође је дала више од 30 милиона НТ $ да се успостави посебан фонд за изградњу музеја у Тајпеју, у предграђу Вајшуанкси (Waishuanxi). Изградња музеја у Бајшуанксију завршена је у августу 1965. године. Нови музеј крштен је "Музеј Чунг-Шан" у част оца утемељитеља републике Кине, Суена Јатсена, и први пут отворен за јавност на стогодишњицу рођења Суена Јатсена. Од тада музеј у Тајпеју управља, чува и излаже збирке Националног музеја палате Пекинг и Припремне канцеларије Националног централног музеја. 
Током 1960-их и 1970-их, Куоминтанг је користио Национални музеј палате како би подржао своју тврдњу да је Република Кина једина легитимна влада целе Кине, да је једини чувар традиционалне кинеске културе усред друштвених промена и културне Револуције у континенталној Кини и тежила је наглашавању кинеског национализма.
Влада Народне Републике Кине (PRC) одавно је рекла да је збирка украдена и да легитимно припада Кини, али Тајван је своју колекцију бранио као неопходан чин заштите делова од уништења, нарочито током Културне револуције. Међутим, односи у вези са овим благом побољшали су се последњих година, а музеј у Пекингу пристао је да позајми реликвије Националном музеју палате за изложбе од 2009. године. Кустос Музеја палате је рекао да су артефакти у музејима на копну и на Тајвану "кинеско културно наслеђе у заједничком власништву људи широм тајванског мореуза." 
Бројни кинески артефакти из династије Танг и Сунг, од којих су неки били у власништву цара Ченчонга (Zhenzong), ископани су и потом прешли у руке генерала Куоминтанга Ма Хонгкуија (Ma Hongkui), који је одбио да објави ова открића. Међу артефактима су била и бела мермерна плоча из династије Танг, златни ексери и траке направљене од метала. Тек након што је Ма умро, његова супруга је отишла на Тајван 1971. године из Америке да би донела артефакте Чанг Кај Шеку, који их је предао Националном музеју палате.

## Зграда музеја

### Северни огранак
Главну зграду Националног музеја у Тајпеју дизајнирао је Хуанг Баоиу (Huang Baoyu), а грађена је од марта 1964. до августа 1965. Због недовољног простора за приказ више од 600.000 артефаката, музеј је прошириван 1967, 1970, 1984 и 1996. 2002. године музеј је претрпео велику обнову која је коштала 21 милион америчких долара, како би се музеј учинио пространијим и модернијим. Музеј је званично поново отворен у фебруару 2007.
Сталне изложбе слике и калиграфије мењају се свака три месеца. Око 3.000 комада музејске збирке може се погледати у датом моменту. Иако кратке, ове изложбе су изузетно популарне. 2014. године музеј је организовао три најбоље посећене изложбе широм света, укључујући слике и калиграфске радове Танг Јина (Tang Yin), као и слике цара Ћинглонга (Qianlong) династије Ћинг, које су реинтерпретирали савремени уметници.

### Јужни огранак
Јужни огранак Музеја Националне палате налази се у Тајбау (Taibao), округ Чиаји (Chiayi), Тајван и смештен је на 70 ha (700.000 m2) земље. На локацији се налази и језеро и азијски врт. Планирање јужног огранка почело је 2000. године. Зграду је требало да пројектује архитекта Антоан Предок, а градња да почне 2005. године. Међутим, због озбиљних кашњења у изградњи и спорова између извођача и музеја, фирма се повукла 2008. године. Директор музеја је изјавио у августу 2010. године да ће нови архитекти Крис Јао почети пројекат, а изградња би требало да буде завршена 2015. Пројект је коштао 7,9 милијарди NТ$ (US$268 милиона) и простирао се на 70 ha (700.000 m2). Сам музеј, укупно 9.000 квадратних метара, дизајнирала је тајванска компанија Artech Inc. и отпорна је на земљотрес и поплаве.

## Збирке
| Категорије                                                           | Бројеви |
| -------------------------------------------------------------------- | ------- |
| Бронза                                                               | 6.225   |
| Керамика                                                             | 25,555  |
| Жад                                                                  | 13,478  |
| Лакирани комади                                                      | 767     |
| Производи од емајла                                                  | 2,520   |
| Резбарије                                                            | 663     |
| Прибор                                                               | 2,379   |
| Кованице                                                             | 6,953   |
| Разни предмети (верске справе, костими и додаци, и флашице за дуван) | 12,978  |
| Текстил                                                              | 1,571   |
| Слике                                                                | 6.580   |
| Калиграфски радови                                                   | 3.707   |
| Калиграфске књиге модела                                             | 495     |
| Таписерије и везови                                                  | 308     |
| Лепезе                                                               | 1,880   |
| Ретке књиге                                                          | 212,169 |
| Ћинг архивска документа                                              | 386,863 |
| Документи на манџурском, монголском и тибетанском                    | 11.501  |
| Слике на камену или папиру                                           | 898     |
| Укупно                                                               | 697,490 |

### Статистика
Комплетна инспекција инвентара извршена је три пута од 1951–1954, 1989–1991 и 2008–2012. Према званичном извештају, музеј поседује кинеску калиграфију, порцелан, бронзане комаде, слике, жад и многе друге уметничке предмете, што износи 22% (2.972 од 13.491 сандука) кутија које су првобитно превожене на југ од Забрањеног града. Остали додаци укључују преносе из других институција, донације и куповине од музеја. Чанг Кај Шек је доста ових артефаката донео пре него што су његове снаге Куоминтанга избегле с копна 1949. Музеј је прикупио скоро 700.000 артефаката значајних историјских или уметничких вредности. Са колекцијом ове величине, само 1% збирке је изложено у било ком тренутку. Остатак колекције чува се у трезорима под контролисаном температуром.

### Значајни предмети
У музеју се налази неколико драгоцених предмета који су понос њихове колекције и познати су широм света. Антиквитети различитих врста у Националном музеју палате протежу се дуж временског периода од више хиљада година.

### Галерија
- Посуда за воду са завојитим узорком змаја, око 14. до средине 11. века п. н. е.
- Звоно, 9. век пре нове ере
- Мао кунг Тинг, 9. век п.н.е
- Тањир породице Сан, 9. век п. н. е.
- Посуда у облику цвета са светло плавкасто-зеленом глазуром, Ру посуђе, око 1086 - око 1106.
- Умиваоник са светло плавкасто-зеленом глазуром, Ру посуђе, око 1086 - око 1106.
- Фигура од жада, 19. век.
- Седећи портрет цара Таи-цу династије Сунг, ц. 960-76.
- Путници међу планинама и потоцима, аутор Фан Куан, око 1000.
- Рано пролеће, Гуо Кси, 1072.
- Ветар у боровима међу безбројним долинама, аутор Ли Танг, 1124.
- Бесмртни у просутом мастилу, Лианг Каи, око 1200.
- Шетња планинском стазом у пролеће, Ма Јуан, 13. век.
- Концерт у палати, око 836 - око 907.
- Седећи портрет цара Ксуанцонга, око 1425-35.
- Портрет Кублај Кана, Лиу Гуандао, око 1271-94.
- Портрет царице Чаби, око 1271-81.

## Прекоморске изложбе
Због страха да би Кина могла присвојити артефакте и затражити их због контраверзног политичког статуса Тајвана, музеј не одржава изложбе у континенталној Кини. Од оснивања музеја 1965. године у Тајпеју, Национални музеј палате приредио је само шест великих иностраних изложби у земљама које су донеле законе за спречавање судског одузимања блага: Сједињене Државе 1996. године, Француска 1998. године, Немачка 2003. године, Аустрија 2008. године, Јапан 2014. и Аустралија 2019.

## Остали садржаји за посетиоце

### Зишан(ZhiShan)врт
Смештена у кругу музеја, ова класична кинеска башта у стилу Сунг и Минг простире се на 1,88 ha (18.800 m2). Укључује принципе различитих области као што су фенг шуи, кинеска архитектура, управљање водама, пејзажни дизајн, кинески фолклор и метафора. Садржи бројна језерца и дрвене кинеске павиљоне. Завршена је и отворена 1985. године. У близини се налази још један врт у кинеском стилу који се назива Шуангкси парк и Кинеска башта.

### Резиденција Чанг Дај Шина
Музеј такође одржава резиденцију познатог кинеског сликара Чанг Дај Шина (Chang Dai-chien). Резиденција, позната као резиденција или пребивалиште Маје, изграђена је од 1976 до 1978. То је двоспратна зграда са баштама у кинеском стилу које заузимају око 1.911 м². После Чангове смрти 1983. године, кућа и башта су поклоњени музеју и претворени у спомен-музеј.

### Пројекат музеја
Пројекат музеја, званично започет 2011. године планира проширење изложбеног простора и побољшање животне средине.